# 代代木公園站
代代木公園站（日语：／ Yoyogi-kōen eki */?）是位於日本東京都澀谷區富谷一丁目，屬於東京地下鐵千代田線的鐵路車站。車站編號是C 02。

## 歷史
- 1962年（昭和37年）：根據都市交通審議會答申第6號規定東京8號線。
- 1964年（昭和39年）12月6日：根據建設省告示3379號，確定了第6號答申的東京8號線作為東京9號線，正式決定設置代代木八幡站（臨時名稱）。
- 1972年（昭和47年）10月20日：帝都高速度交通營團（營團地下鐵）千代田線霞關－此站間開通，千代田線的終點站「代代木公園站」開業。開始與小田急電鐵代代木八幡站的轉乘業務。
- 1978年（昭和53年）3月31日：營團地下鐵千代田線此站－代代木上原間開業。成為千代田線的中途站。取消與小田急電鐵代代木八幡站的聯絡運輸。
- 2004年（平成16年）4月1日：營團地下鐵民營化。此站由東京地下鐵繼承。
- 2018年（平成30年）10月6日：啟用月台閘門。

## 車站構造
島式月台1面2線的地下車站，月台位於彎道上。本站往明治神宮前方向、代代木公園下方有留置線。明治神宮前方向有剪式橫渡線，供列車出入留置線、或運輸中斷無法折返代代木上原站時使用。

### 月台配置
| 月台 | 路線     | 目的地                         | 備註                                                                       |
| ---- | -------- | ------------------------------ | -------------------------------------------------------------------------- |
| 1    | 千代田線 | 代代木上原、唐木田方向         | 代代木上原站起直通 小田急線 （直通至 小田原線 本厚木站與 多摩線 唐木田站） |
| 2    | 千代田線 | 大手町、北千住、綾瀨、取手方向 | 綾瀨站起直通 常磐線（各站停車）                                            |

（來源：東京地下鐵:構內圖（页面存档备份，存于））

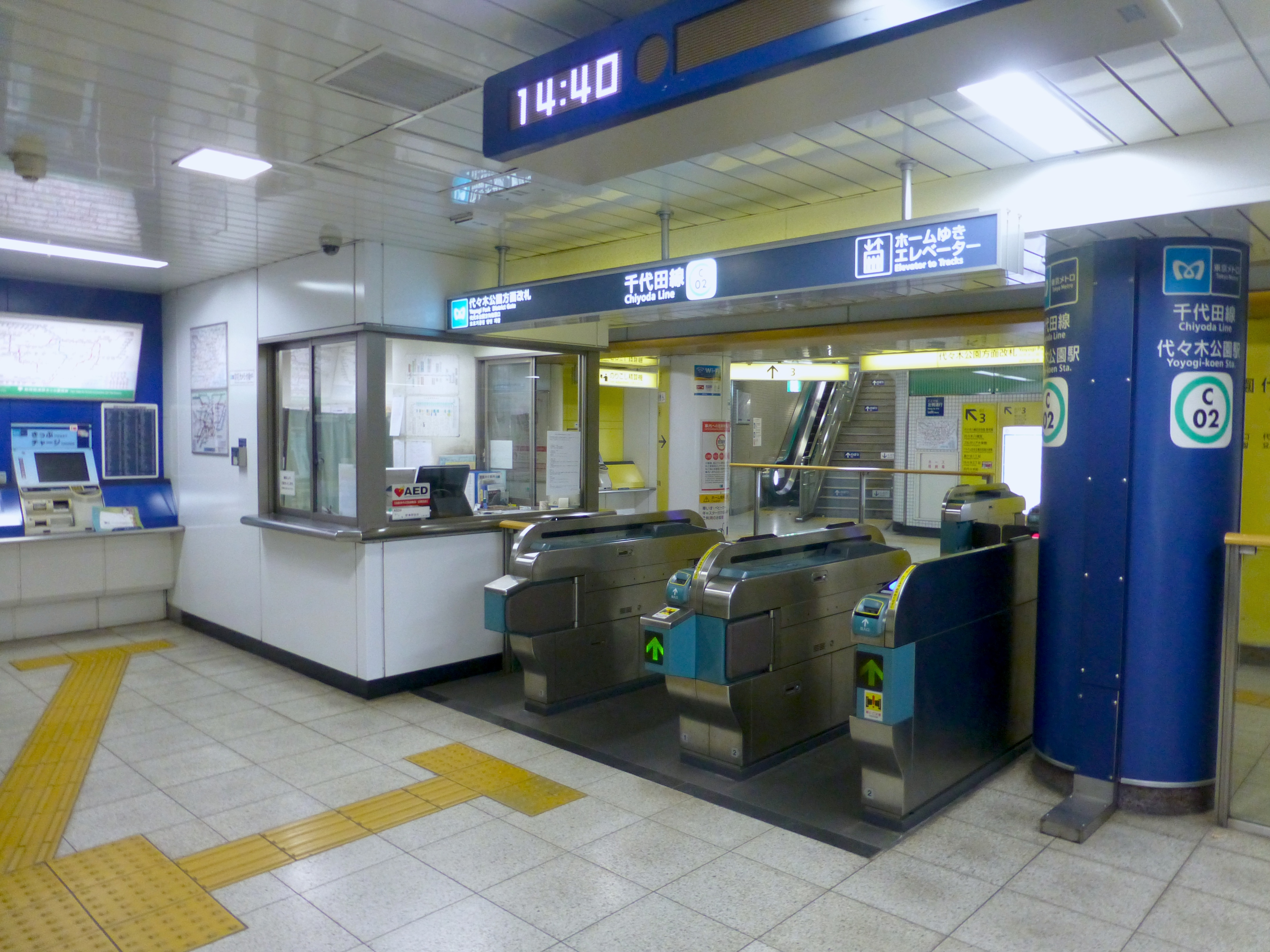
代代木公園方向閘口（2016年1月16日）
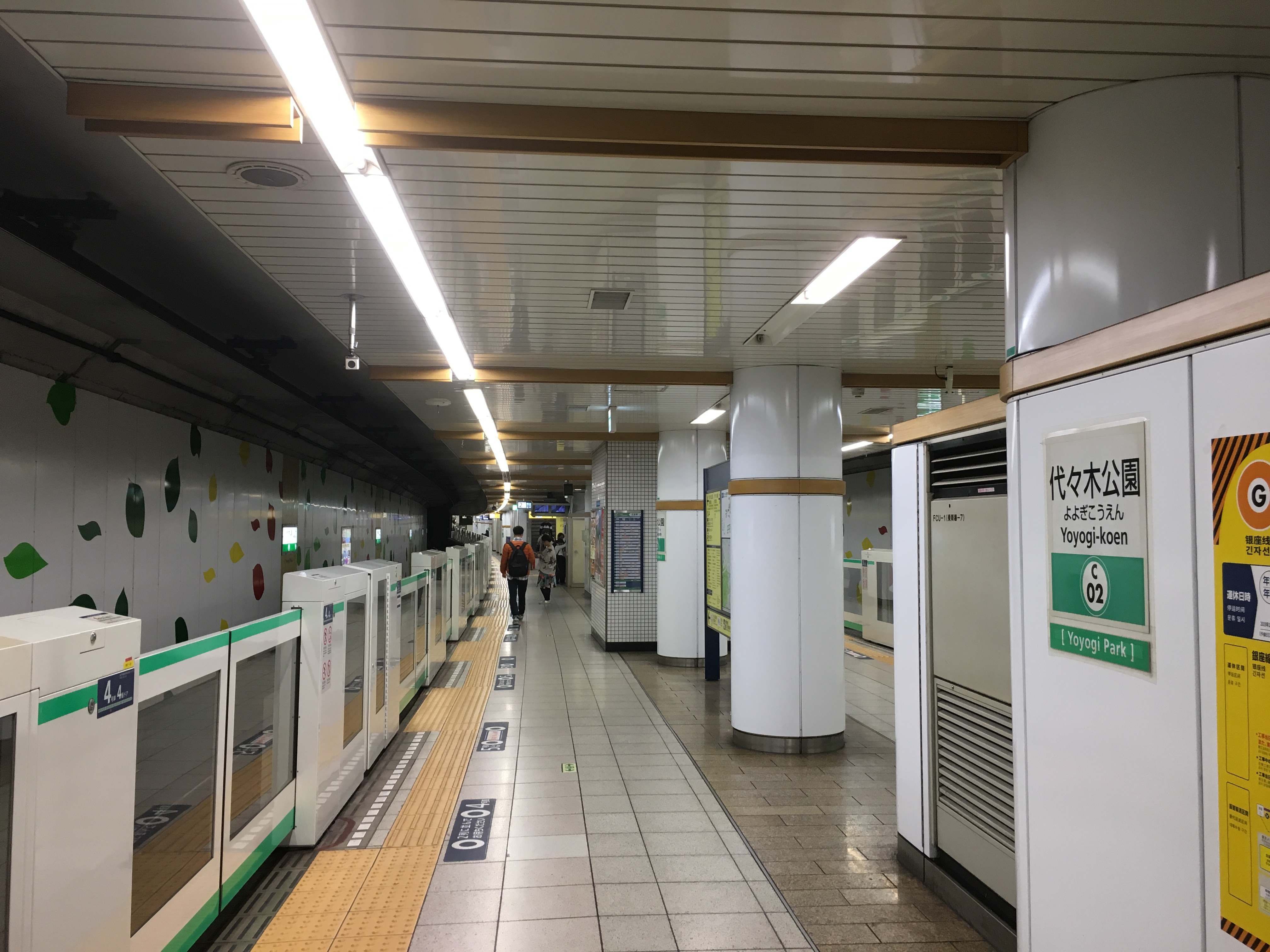
月台（2019年11月17日）

### 車站設施
- 剪票口在地下1樓，共有2處（西側代代木八幡方向為1號出入口，東側外代代木公園方向為2 - 4號出入口），月台在地下2樓。
- 廁所在地下1樓兩側剪票口外。八幡口方向附設多功能廁所。
- 電梯分別連結月台層與剪票口層、剪票口層與地面。電梯地面出入口在代代木公園側的4號出入口旁。
- 電扶梯連結地下1樓西側與地下2樓。

## 利用狀況
2017年度1日平均上下車人次為28,031人，在東京地下鐵全部130個車站當中排名第116位。
近年1日平均上下車、上車人次變化如下表。
| 年度               | 1日平均 上下車人次 | 1日平均 上車人次 | 來源     |
| ------------------ | ------------------ | ---------------- | -------- |
| 1992年（平成04年） | 17,205             | 8,959            | [ * 1 ]  |
| 1993年（平成05年） | 17,415             | 8,910            | [ * 2 ]  |
| 1994年（平成06年） | 17,298             | 8,789            | [ * 3 ]  |
| 1995年（平成07年） | 16,940             | 8,656            | [ * 4 ]  |
| 1996年（平成08年） | 16,846             | 8,625            | [ * 5 ]  |
| 1997年（平成09年） | 16,896             | 8,699            | [ * 6 ]  |
| 1998年（平成10年） | 16,736             | 8,622            | [ * 7 ]  |
| 1999年（平成11年） | 16,913             | 8,708            | [ * 8 ]  |
| 2000年（平成12年） | 17,216             | 8,926            | [ * 9 ]  |
| 2001年（平成13年） | 17,241             | 9,014            | [ * 10 ] |
| 2002年（平成14年） | 17,803             | 9,142            | [ * 11 ] |
| 2003年（平成15年） | 18,351             | 9,440            | [ * 12 ] |
| 2004年（平成16年） | 18,670             | 9,545            | [ * 13 ] |
| 2005年（平成17年） | 18,986             | 9,707            | [ * 14 ] |
| 2006年（平成18年） | 19,413             | 9,981            | [ * 15 ] |
| 2007年（平成19年） | 19,995             | 10,210           | [ * 16 ] |
| 2008年（平成20年） | 20,806             | 10,542           | [ * 17 ] |
| 2009年（平成21年） | 21,307             | 10,748           | [ * 18 ] |
| 2010年（平成22年） | 21,744             | 10,961           | [ * 19 ] |
| 2011年（平成23年） | 21,354             | 10,838           | [ * 20 ] |
| 2012年（平成24年） | 22,345             | 11,215           | [ * 21 ] |
| 2013年（平成25年） | 23,581             | 11,904           | [ * 22 ] |
| 2014年（平成26年） | 24,512             | 12,284           | [ * 23 ] |
| 2015年（平成27年） | 25,600             | 12,820           | [ * 24 ] |
| 2016年（平成28年） | 26,767             | 13,427           | [ * 25 ] |
| 2017年（平成29年） | 28,031             |                  |          |

## 車站周邊
1號出入口
- 小田急小田原線代代木八幡站
- 東京都道317號環狀六號線
- 代代木八幡宮（日语：代々木八幡宮）
- 澀谷區代代木八幡區民會館、代代木八幡敬老館
- 澀谷區立富谷圖書館
- 澀谷富谷一郵便局
- 元代代木郵便局
- 越南駐日大使館
- 保加利亞駐日大使館
- 電氣安全環境研究所（日语：電気安全環境研究所）
- 東海大學代代木校區
- 東海大學附屬望星高等學校（日语：東海大学付属望星高等学校）
- 井上醫院
- 東京大學駒場地區校區（日语：東京大学駒場地区キャンパス）

2號出入口
- 井之頭通
- PL東京中央教會
  - PL東京健康管理中心

3號出入口
- 代代木深町小公園
- 株式會社NITTO（日语：ニットー (広告代理店)）

4號出入口
- 代代木公園
- 国立代代木競技場
- NHK廣播電視中心
- NHK大廳

## 可供轉乘的巴士路線
井之頭通上有代代木公園站、富谷巴士站。以下路線由東京都交通局、京王巴士東運行。
代代木公園站
- 宿51系統：往新宿站西口、經澀谷區役所（日语：渋谷区役所）往澀谷站（京王）

富谷
- 澀63系統：經新國立劇場前往中野車庫／經幡谷往中野站南口、經澀谷區役所往澀谷站（京王）
- 澀64系統：經彌生町一丁目往中野車庫／經中野坂上往中野站南口、經澀谷區役所往澀谷站（京王）
- 澀66系統：往阿佐谷站前、經神山、東急百貨店本店前往澀谷站 （都營、京王）
- 澀68系統：經代代木上原站往大原一丁目站、經代代木上原站、大原一丁目站往永福町、經澀谷區役所往澀谷站（京王。往永福町與早晨8點2班（永福町始發）由永福町營業所（日语：京王バス東・永福町営業所）運行）
- 澀69系統：經代代木上原站往笹塚站循環、經澀谷區役所往澀谷站（京王）
- 八公巴士春之小川線：往澀谷區役所（京王）

## 相鄰車站
東京地下鐵
 千代田線

代代木上原（C 01）－代代木公園（C 02）－明治神宮前（C 03）

### 來源
東京都統計年鑑
1. ↑  .   [2017-04-08]. （原始内容存档于2013-08-15）.
2. ↑  .   [2017-04-08]. （原始内容存档于2013-02-03）.
3. ↑  .   [2017-04-08]. （原始内容存档于2013-02-03）.
4. ↑  .   [2017-04-08]. （原始内容存档于2013-02-03）.
5. ↑  .   [2017-04-08]. （原始内容存档于2013-02-03）.
6. ↑  .   [2017-04-08]. （原始内容存档于2016-03-04）.
7. ↑  東京都統計年鑑（平成10年）PDF
8. ↑  東京都統計年鑑（平成11年）PDF
9. ↑  .   [2017-04-08]. （原始内容存档于2016-03-04）.
10. ↑  .   [2017-04-08]. （原始内容存档于2016-03-04）.
11. ↑  東京都統計年鑑（平成14年）[永久]
12. ↑  東京都統計年鑑（平成15年）[永久]
13. ↑  東京都統計年鑑（平成16年）[永久]
14. ↑  東京都統計年鑑（平成17年）[永久]
15. ↑  東京都統計年鑑（平成18年）[永久]
16. ↑  東京都統計年鑑（平成19年）[永久]
17. ↑  東京都統計年鑑（平成20年）[永久]
18. ↑  .   [2017-04-08]. （原始内容存档于2016-03-26）.
19. ↑  .   [2017-04-08]. （原始内容存档于2016-03-27）.
20. ↑  .   [2017-04-08]. （原始内容存档于2016-03-25）.
21. ↑  .   [2017-04-08]. （原始内容存档于2016-03-27）.
22. ↑  東京都統計年鑑（平成25年）[永久]
23. ↑  .   [2017-04-08]. （原始内容存档于2017-07-30）.
24. ↑  .   [2019-01-08]. （原始内容存档于2018-11-09）.
25. ↑  .   [2019-01-08]. （原始内容存档于2019-05-02）.

## 外部連結
- 東京地下鐵 – 代代木公園站 （页面存档备份，存于）（繁體中文）